# Mare Acidalium
Mare Acidalium  è una caratteristica di albedo della superficie di Marte.